# Tsuyoshi Sato
Tsuyoshi Sato (佐藤 健 Sato Tsuyoshi?), född 5 februari 1988 i Kanagawa prefektur, är en japansk fotbollsspelare.
Sato började sin karriär 2010 i SC Sagamihara. Han spelade 112 ligamatcher för klubben.